# Attaque de l'hôtel Serena à Kaboul en 2014
L'attaque de l'hôtel Serena de Kaboul en 2014 est une fusillade de masse qui a lieu dans le restaurant de l'hôtel Serena (en), à Kaboul, en Afghanistan, le 20 mars 2014, menée par des talibans. La fusillade, qui a lieu dans un hôtel prisé des étrangers et des afghans fortunés, fait neuf morts parmi les civils, dont quatre étrangers. L'attaque est un choc pour beaucoup car elle a eu lieu dans une zone fortement fortifiée de Kaboul.

## Attaque
Quatre adolescents militants talibans introduisent des armes dans leurs chaussures et leurs chaussettes, puis se cachent dans l'hôtel pendant plusieurs heures avant de commencer l'attaque. Armés d'armes de poing, les hommes prennent d'assaut le restaurant de l'hôtel vers 20 heures 30, tirant sur les invités alors qu'ils dînent et célébrent Norouz, le nouvel an persan. Les clients de l'hôtel se barricadent dans leurs chambres et d'autres s'enfuient. Neuf personnes sont tuées, dont Ahmad Sardar (en) (un éminent journaliste afghan), la femme de Sardar et ses deux enfants, un canadien, un néo-zélandais, deux bangladais et un diplomate paraguayen. Les forces de sécurité afghanes réagissent à l'attaque en bouclant l'hôtel et en lançant une chasse pour retrouver les assaillants. L'un des militants est tué par le personnel de sécurité de l'hôtel tandis que les trois autres se cachent dans l'hôtel. La recherche des hommes armés dure plusieurs heures et se termine lorsque des commandos afghans les tuent,,.

### Victimes
| Pays             | Nombre |
| ---------------- | ------ |
| Afghanistan      | 4      |
| Nouvelle-Zélande | 1      |
| Canada           | 1      |
| Bangladesh       | 2      |
| Paraguay         | 1      |
| Total            | 9      |

#### Victime notable
- Ahmad Sardar (en), journaliste afghan de l'Agence France-Presse, tué avec sa femme et ses deux enfants ; leur troisième enfant est grièvement blessé[6].

## Commanditaires
Les talibans revendiquent l'attaque. La Direction nationale afghane de la sécurité accuse les agences de renseignement pakistanaises d'avoir perpétré l'attaque, ajoutant qu'il est « inhabituel » que des ressortissants pakistanais ne soient pas présents dans l'hôtel, ce qui est le cas au moment de l'attaque. Cependant, la mort d'un pakistanais est signalée par certaines sources,, bien que le ministère des Affaires étrangères pakistanais publie une déclaration indiquant que le ressortissant est vivant mais dans le coma, et condamnant l'attaque.

## Conséquences
Le National Democratic Institute (NDI) et l'Organisation pour la sécurité et la coopération en Europe retirent leurs observateurs électoraux en réponse à l'attaque, une victime est un observateur travaillant pour le NDI.